# ジェームズ・ウェザービー
ジェームズ・ウェザービー（James Donald "Wxb" Wetherbee、1952年11月27日-）は、アメリカ海軍の軍人、アメリカ航空宇宙局の宇宙飛行士である。6度のスペースシャトルのミッションに参加し、またアメリカ人では最多の5度のミッションで機長を務めた。
ウェザービーはクイーンズ区のフラッシングで生まれ、ニューヨーク州ハンティントン・ステーションで育った。ノートルダム大学で航空宇宙工学の学士号を取得し、アメリカ海軍に従軍した。海軍ではF/A-18のテストパイロットを務め、1984年に宇宙飛行士の候補に選ばれた。1990年のSTS-32でパイロットとして初の宇宙飛行を行い、1992年のSTS-52、1995年のSTS-63、1997年のSTS-86、2001年のSTS-102、2002年のSTS-113で機長を務めた。最後の3回は、ミールと国際宇宙ステーションのドッキングミッションであり、STS-113はコロンビア号空中分解事故の前の最後のミッションだった。
ウェザービーは2005年1月にNASAを退職し、現在はBPで働いている。2009年に宇宙飛行士の殿堂に選ばれた。
既婚で子供が2人いる。